# روی کلینو
روی کلینو (انگلیسی: Roy Kellino; ۲۲ آوریل ۱۹۱۲ – ۱۸ نوامبر ۱۹۵۶) کارگردان فیلم، و هنرپیشه اهل بریتانیا بود. او مابین سال‌های ۱۹۳۲ تا ۱۹۴۰ همسر پاملا میسون هنرپیشه، فیلم‌نامه‌نویس اهل ایالات متحده آمریکا بود.